# Arbrå industriarkiv

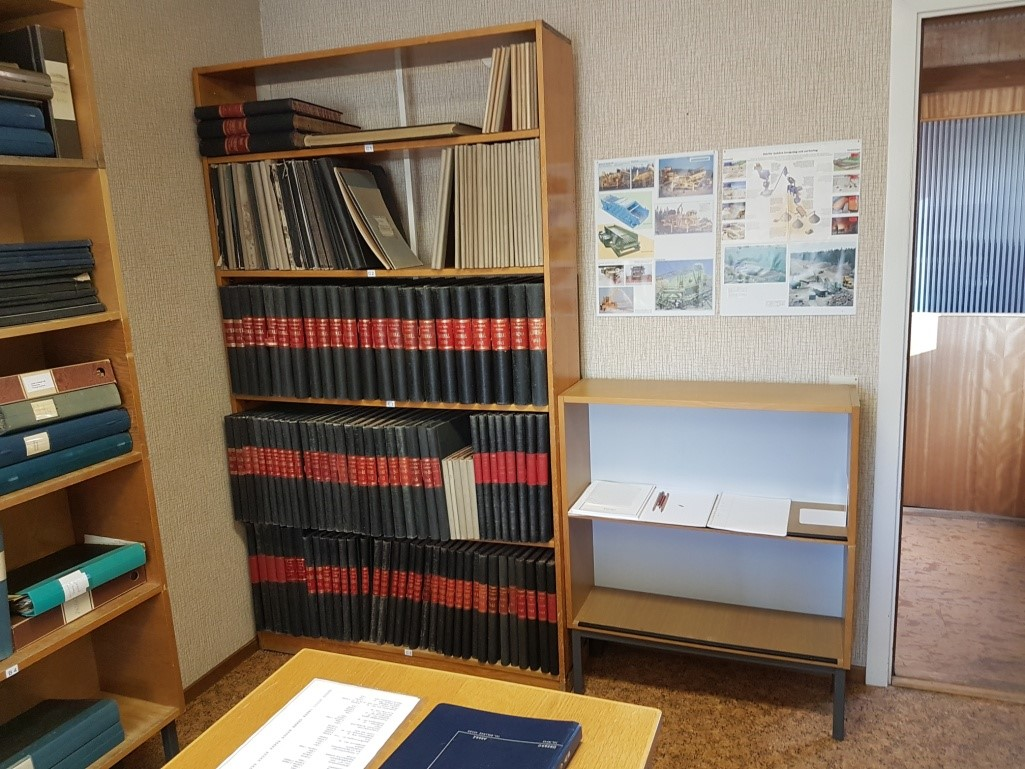
Arbrå industriarkiv. Huvudböcker och kassaböcker

Arbrå industriarkiv är historiskt material, skrifter och ritningar från begynnelsen av verksamheterna i Arbrå, de mekaniska verkstadsrörelser som verkat i området mellan järnvägen och Ljusnan.

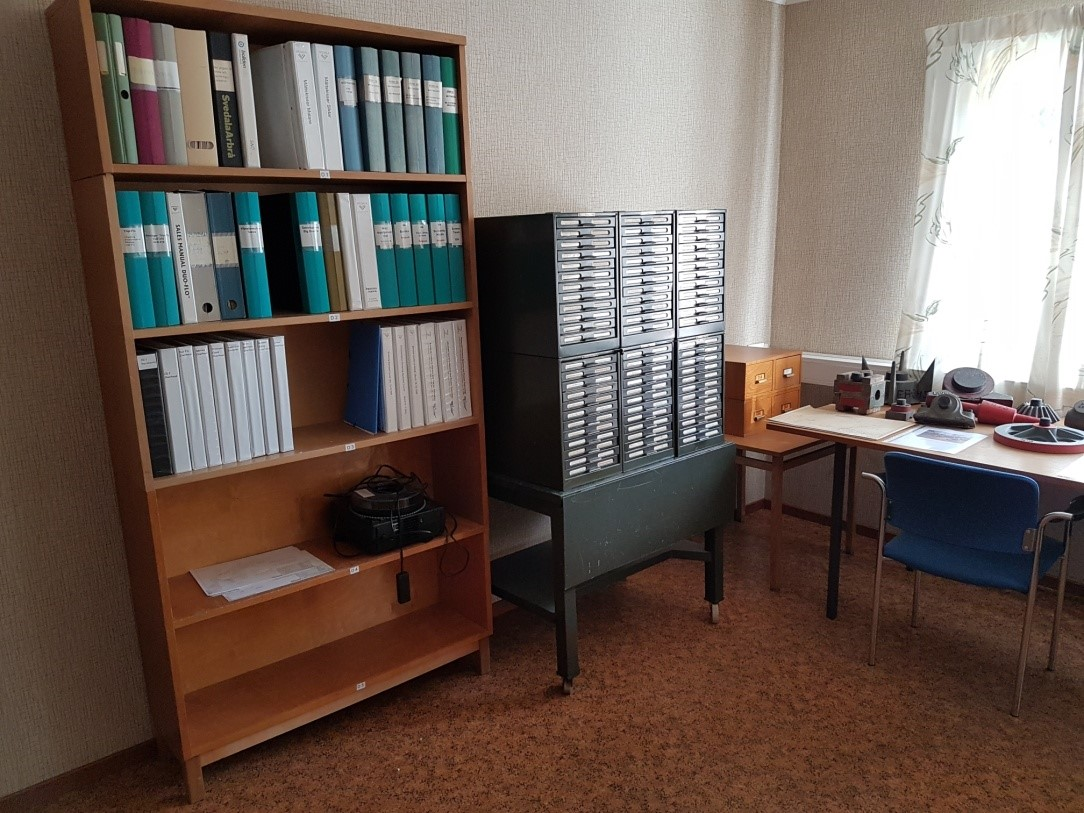
Arbrå industriarkiv. Ritningskopior och journaler

Underlaget, i form av bland annat styrelseprotokoll från 1913 till 1957, kassaböcker från 1923 till 1965, bolagsstämmoprotokoll från 1918 till 1961, journaler från 1923 till 1947, huvudböcker från 1923 till 1951, inventarieböcker från 1922 till 1952, turbinavtal från 1940 till 1946, ritningskopior från 1930 till 1939 från tiden före branden 1939 samt en mängd foton finns bevarade i ett arkiv beläget i gamla kontorsbyggnadens södra del.
Arkivet finns tillgängligt via Arbrå Hembygds- och Fornminnesförening.